# Drei Gleichen
Drei Gleichen är en kommun i Landkreis Gotha i förbundslandet Thüringen i Tyskland.
Kommunen ingår i förvaltningsområdet Drei Gleichen tillsammans med kommunen Schwabhausen.
Kommunen bildades den 1 januari 2009 genom en sammanslagning av de tidigare kommunerna Grabsleben, Mühlberg, Seebergen och Wandersleben.